# Violet Oaklander
Violet Solomon Oaklander (geb. 18. April 1927; gest. 21. September 2021 in Los Angeles) war eine US-amerikanische Gestalttherapeutin, Sonder- und Heilpädagogin, die als Kinder-, Jugend-, Familien- und Eheberaterin im Großraum Los Angeles arbeitete.

## Leben
Violet Oaklander war die Tochter der russisch-jüdischen Emigranten Mollie Filler Solomon und Joseph Solomon. Ihre Kindheit verbrachte sie mit zwei großen Brüdern in Cambridge (Massachusetts). Ihr älterer Bruder fiel im Zweiten Weltkrieg. Oaklander erlitt mit fünf Jahren schwere Verbrennungen durch einen Topf kochendes Wasser. Sie konnte durch Hauttransplantationen gerettet werden, musste aber lange im Krankenhaus versorgt werden.
Sie heiratete Harold Oaklander, aus der Ehe stammen drei Kinder. Ihr Sohn Michael erkrankte unheilbar und starb nach eineinhalb Jahren Krankheit bereits mit vierzehn Jahren.
Oaklander begann während ihrer Ehe ein Studium zur Lehrerin und schloss es erfolgreich ab. Sie arbeitete drei Jahre im Regelschulkontext sowie sechs Jahre mit verhaltensgestörten Kindern in einem Sonderschulprogramm. Parallel erwarb sie ein Diplom in „Sonder- und Heilpädagogik für emotional gestörte und lernbehinderte Kinder“, wofür sie ein Stipendium des United States Office of Education bekam.
Oaklander erwarb ein Diplom in Ehe-, Familien- und Kinderberatung und einen Doktortitel in Psychologie (Ph.D.). Sie besuchte Fortbildungen in Gestalttherapie und gehörte dem Institut für Gestalttherapie in Los Angeles an.
Ihre überarbeitete Habilitationsschrift wurde 1978 in den USA unter dem Titel Windows to Our Children veröffentlicht und 1989 in Deutschland herausgegeben. Auch in ihrem zweiten Buch von 2006 dokumentierte und erklärte sie ihre spiel- und gestalttherapeutische Arbeit mit Kindern und Jugendlichen.
Bis zu ihrem 73. Lebensjahr betrieb sie eine staatlich anerkannte Privatpraxis für Ehe-, Familien- und Kindertherapie in Hermosa Beach, in der sie auch Fort- und Weiterbildungen anbot. In Kalifornien hatte sie außerdem verschiedene Beratungs- und Lehraufträge inne – davon einen auf Lebenszeit.
2003 wurde die Violet Solomon Oaklander Foundation (VSOF) gegründet.
Violet Oaklander starb am 21. September 2021 in Los Angeles.

## Werk
Gestalttherapie mit Kindern und Jugendlichen  (US-Titel: Windows to Our Children), 1989
- Verborgene Schätze heben Wege in die innere Welt von Kindern und Jugendlichen (US-Titel: Hidden treasure. A map to the child’s inner self), 2006